# Жан Берен
Жан Берен  або Жан Берен старший( фр. Jean Bérain 1637, Лотарингія — 1711, Париж, Франція) — французький малювальник, гравер і сценограф.

## Життєпис
Точної дати народження не збережено, відомий лише рік народження. Народився у Лотарингії. У молоді роки перебрався на житло у Париж. Походив з родини декораторів парадної зброї. Здавна фахівці цього профілю були і ювелірами, і розробниками орнаментів, і граверами. Тому налаштованість на створення орнаментів у митця була з юнацтва.
Перша збережена серія гравюр орнаментів створена і оприлюднена у віці 23 роки (у 1663 році). І перша, і друга серії призначались для декорування парадної зброї. 
Він працював у Парижі і був помічений аристократами. 1671 року (у 31 рік) він виконав замову на переведення у гравюри орнаментальних композицій галереї Аполлона у королівському палаці Лувр, створених художником Шарлем Лебреном, одним із прибічників тогочасного аристократичного мистецтва. Увічнення і популяризація творів Лебрена стануть вдалими кроками для просування Жана Берена старшого уперед по кар'єрі. 1674 року йому надали звання придворного художника з наказом бути дизайнером і розробником придворних свят, церемоній і вистав.
Він також отримує замови на створення ескізів і орнаментів для шпалер, декоративних килимів, коштовних тканин, моделей одягу аристократів, проектів палацових меблів. З 1680 року він залучений до створення декорацій та театральних костюмів для придворних опер і балетів.
Аристократична публіка запам'ятала так звану карусель (маскарадну ходу) 1662 року та театральні ефекти декотрих придворних вистав, серед них виверження вулкана Етна у виставі «Прозерпіна» (1680 р.) та вихід з океана колісниці Фаетона (1683 р.)
Придворного художника-декоратора залучали також для обслуговування свят і вистав родичі короля.  Жан Берен старший був сценографом і декоратором урочистостей на честь спадкоємця престолу (дофіна) у замку-палаці Шантії, що зробив принц Анрі Жуль де Конде, син хворобливого і жорстокого полководця Конде.
Берена залучають до створення орнаментального декору приватних маєтків (Берен старший розробив орнаменти для палацу Майї та для заміського палацу Медон). 
Його орнаменти зазвичай — це перевантажені деталями декоративні гротески, котрі рясніють і потопають у численних деталях, хоча і з використанням симетрії. Жан Берен старший не копіював гротески італійців, а робив власні фантазії на подібні теми і в декоративних панно, і в картонах для килимів, ефектні і дещо примхливі, безсюжетні.

## Доля творчого спадку
Збережена велика кількість оригінальних малюнків Жана Берена старшого, бо обслуговування королівського двору автоматично сприяло визнанню художника. Колекції його малюнків передані на збереження у Музей Лувр, в палац Версаль та у Трианон, непогана збірка малюнків Берена зосереджена у місті Стокгольм (Національний музей Швеції).

## Галерея

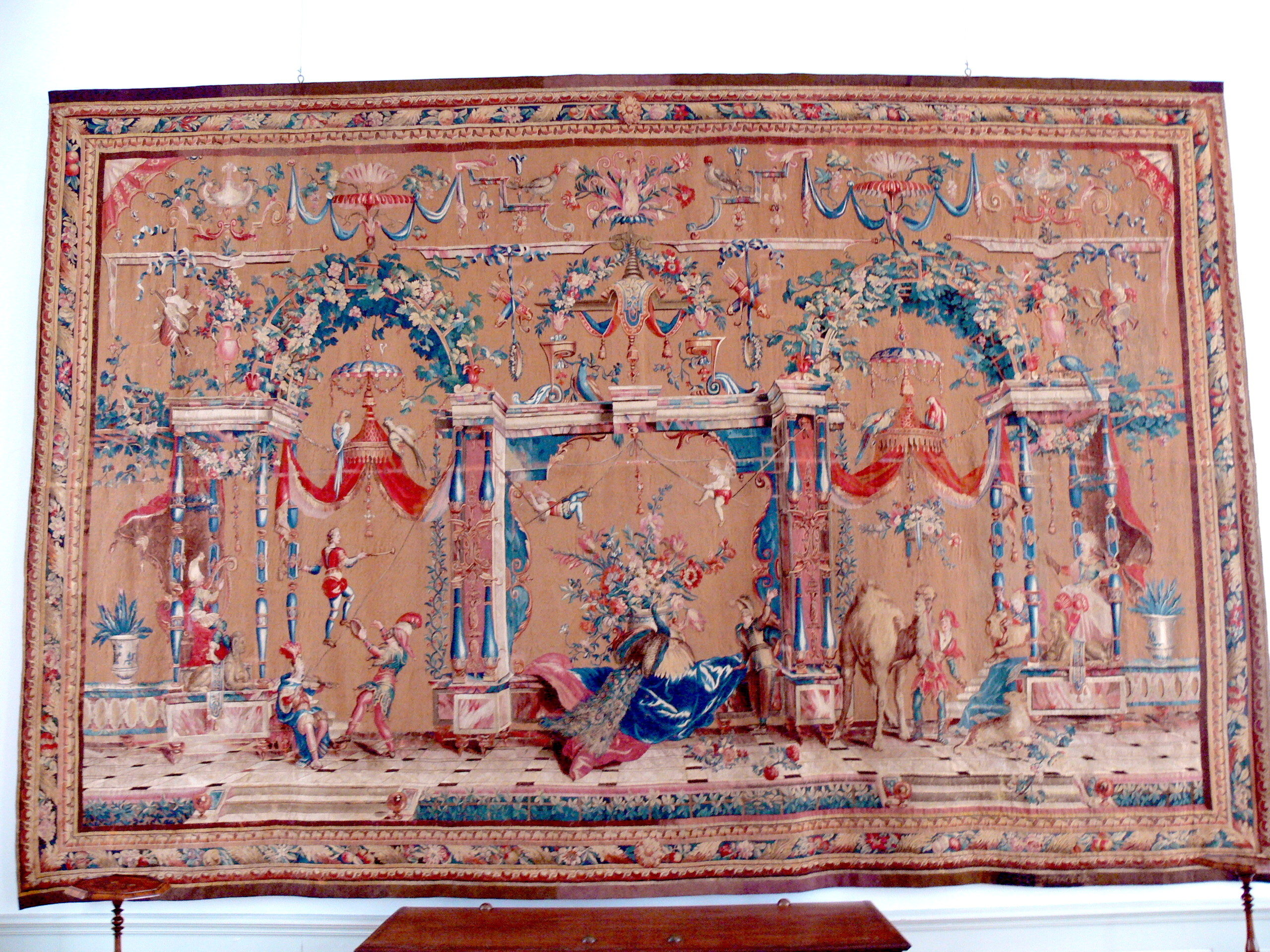
Жан Берен, картон для килима. Килим-аррас з танцівниками та акобатами, мануфактура Бове, збірка палацу Кронборг.

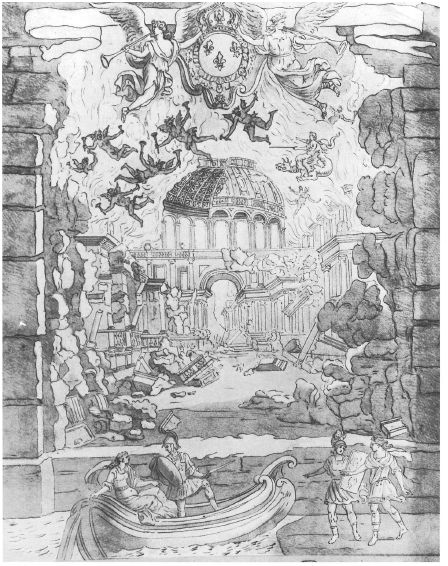
Жан Берен. До вистави Люллі «Арміда», 1686 рік.
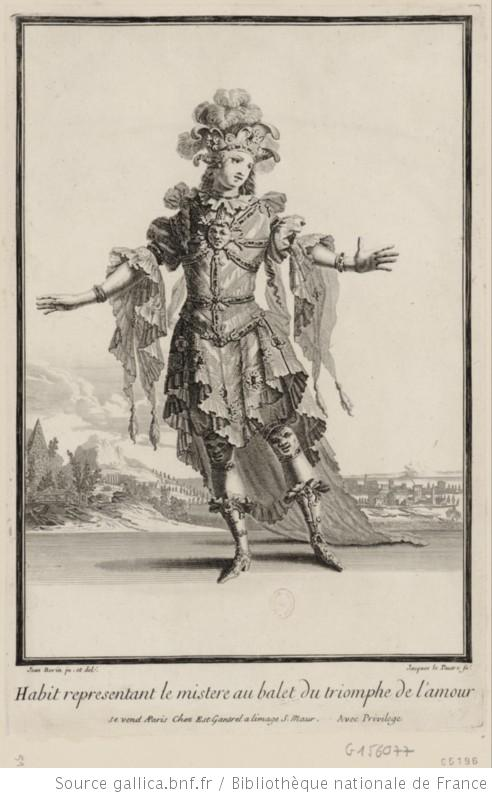
Жан Берен. Театральний костюм, проект
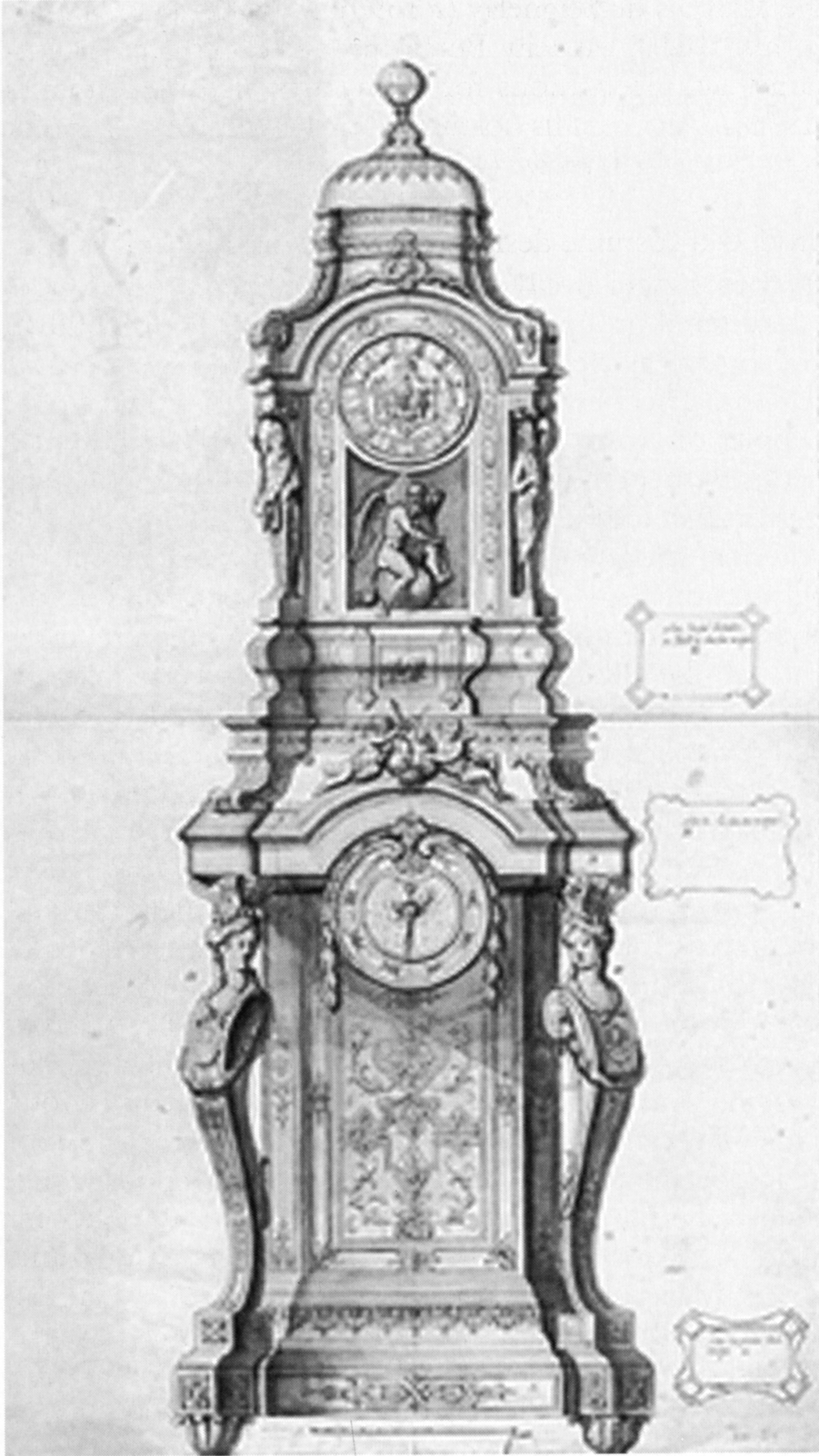
Жан Берен. Корпус барокового годинника для Версаля, проект.
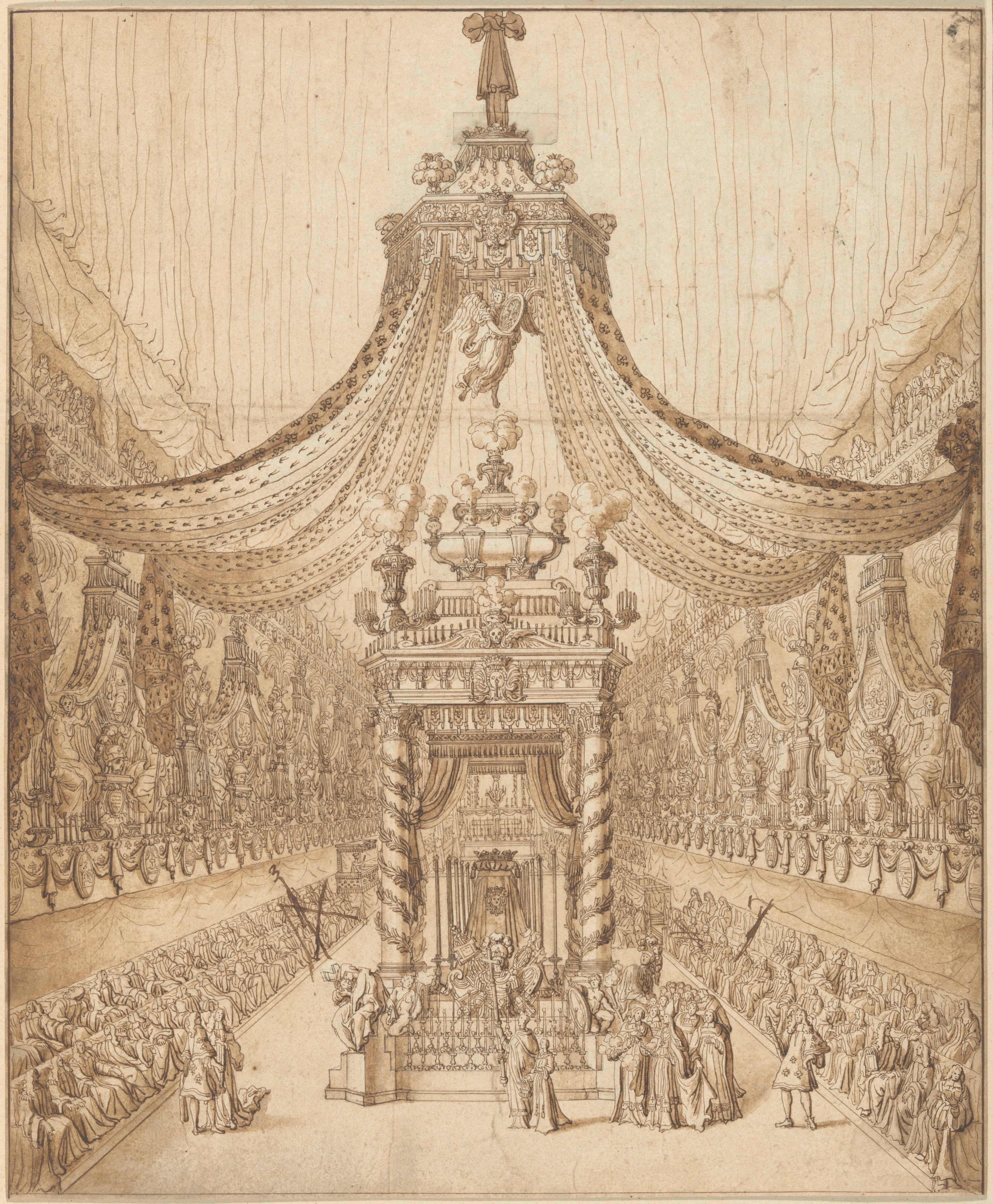
Жан Берен. Траурний декор при похованні принца Конде.

## Див.також
- Сейченто
- Французьке бароко
- Біографіка
- Сценографія
- Академізм
- Даніель Маро
- Жан Лепотр